# 저우샤오촨

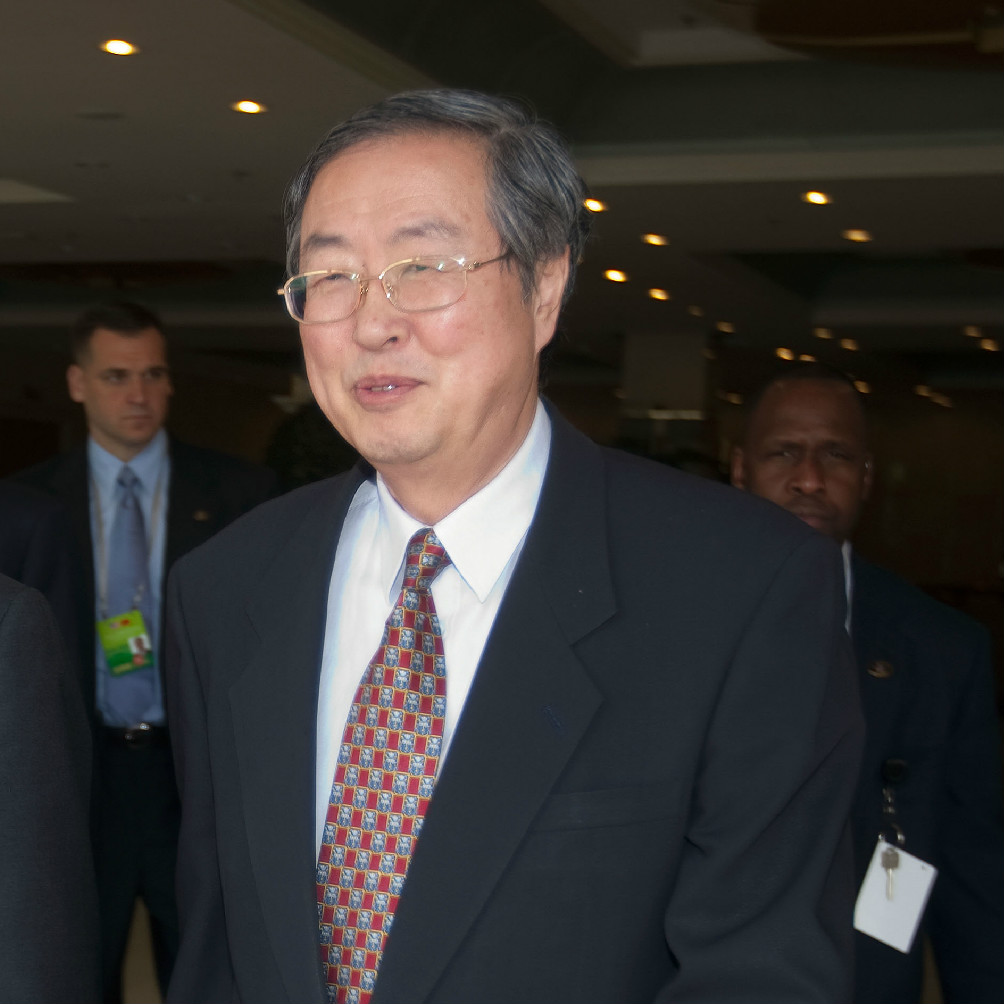
저우샤오촨

저우샤오촨(중국어: 周小川, 병음: Zhōu Xiǎochuān, 한자음: 주소천, 1948년 1월 - )은 중화인민공화국의 중국인민은행 총재였다.

## 경력
장쑤성 우시시 이싱시 출신이다. 1985년 칭화 대학 공학부에서 박사학위를 취득했다. 1991년 중국인민은행 부총재, 1998년 중국건설은행 총재. 2002년 중국인민은행 총재. 2013년 제12기 전국정치협상회의 부주석에 선출되었다.